# Samuel Peter
Samuel Okon Peter (Akwa Ibom, 5 settembre 1980) è un pugile nigeriano.
Soprannominato "The Nigerian Nightmare", è stato campione del mondo WBC dei pesi massimi, titolo perso l'11 ottobre 2008 dopo la sconfitta all'ottavo round nell'incontro con Vitalij Klyčko. L'11 settembre 2010 ha combattuto contro Volodymyr Klyčko, fratello di Vitalij, per i titoli IBF, WBO e IBO dei pesi massimi uscendo sconfitto per KO alla decima ripresa.